# ハイビジョン・ワールドツアー完璧MAP
ハイビジョン・ワールドツアー完璧MAP（ハイビジョン・ワールドツアーかんぺきマップ）とは、2003年7月27日からBSフジで不定期に放送されている紀行番組。現在はワールドツアー完璧MAP（ワールドツアーかんぺきマップ）に番組名が変わっているが、再放送は旧番組名が混在している。

## 特徴
- 各国政府観光局公認の紀行番組。
- 海外旅行に行った時に、役に立つお得情報満載の「ワールドツアー完璧MAP」シリーズ。
- 出演者がいないので、あたかも自分が外国にいるかと錯覚するほどのリアル感で、観光気分で異国情緒をたっぷり味わえる。
- 絶対必要な現地空港からの移動、外貨両替の他、おすすめのホテル、観光地、お土産も詳しく紹介している。
- 再放送が多い。本編は60分枠だが、他に再編集されたショートバージョンが複数あり（5分版、10分版、15分版、25分版等）、随時放送されている。

## 初回放映リスト
| No. | 初回放送日                     | 場所                                         |
| --- | ------------------------------ | -------------------------------------------- |
| 1   | 2003年7月27日                  | フィジー                                     |
| 2   | 2004年1月22日                  | ベルリン（ドイツ）                           |
| 3   | 2004年7月24日                  | 上海（中国）                                 |
| 4   | 2004年12月9日                  | ナイアガラ（カナダ）                         |
| 5   | 2005年4月9日                   | チュニジア                                   |
| 6   | 2005年9月20日                  | ストックホルム（スウェーデン）               |
| 7   | 2005年12月30日                 | シンガポール                                 |
| 8   | 2006年9月28日                  | ブダペスト（ハンガリー）                     |
| 9   | 2007年2月23日                  | ベトナム                                     |
| 10  | 2007年3月29日                  | ニュージーランド                             |
| 11  | 2007年8月25日                  | ベルナーアルプス（スイス）                   |
| 12  | 2007年9月8日                   | フィレンツェ・中央アペニン地方（イタリア）   |
| 13  | 2008年1月19日                  | タヒチ                                       |
| 14  | 2008年3月29日                  | クロアチア                                   |
| 15  | 2008年6月20日                  | ギリシャ                                     |
| 16  | 2008年10月24日                 | カナディアン・ロッキー（カナダ）             |
| 17  | 2008年11月24日                 | ベトナム～リゾートスペシャル～               |
| 18  | 2009年3月30日                  | クイーンズランド州（オーストラリア）         |
| 19  | 2009年6月19日 （2013年4月6日） | 香港                                         |
| 20  | 2010年2月8日                   | モルディブ                                   |
| 21  | 2010年4月19日                  | マレーシア                                   |
| 22  | 2010年7月16日                  | ポルトガル                                   |
| 23  | 2010年12月9日                  | サンフランシスコ                             |
| 24  | 2011年3月19日                  | 台湾                                         |
| 25  | 2011年3月27日                  | ハワイ                                       |
| 26  | 2011年6月27日                  | シドニー                                     |
| 27  | 2011年10月21日                 | ルクセンブルク                               |
| 28  | 2011年12月9日                  | メキシコ                                     |
| 29  | 2011年12月10日                 | パプアニューギニア                           |
| 30  | 2012年1月8日                   | 南カリフォルニア                             |
| 31  | 2012年2月10日                  | ニューカレドニア                             |
| 32  | 2012年3月31日                  | サイパン                                     |
| 33  | 2012年4月21日                  | ボストン                                     |
| 34  | 2012年6月9日                   | グアム                                       |
| 35  | 2012年7月22日                  | バンクーバー                                 |
| 36  | 2012年9月5日                   | パリ                                         |
| 37  | 2012年9月12日                  | フランクフルト                               |
| 38  | 2012年9月19日                  | 南スイス                                     |
| 39  | 2012年12月2日                  | サンディエゴ周辺                             |
| 40  | 2013年3月13日                  | フィンランド                                 |
| 41  | 2013年2月2日                   | オーストリア                                 |
| 42  | 2013年2月27日                  | ニュージーランド・北島                       |
| 43  | 2013年3月6日                   | バリ                                         |
| 44  | 2013年3月27日                  | バンフ・イエローナイフ（カナダ）             |
| 45  | 2013年4月6日                   | 香港                                         |
| 46  | 2013年5月27日                  | パラオ                                       |
| 47  | 2013年7月20日                  | オランダ                                     |
| 48  | 2013年8月24日                  | エーゲ海（ギリシャ）                         |
| 49  | 2013年8月25日                  | カナダ・東部                                 |
| 50  | 2013年9月14日                  | モーリシャス                                 |
| 51  | 2014年1月12日                  | マイアミ                                     |
| 52  | 2013年2月9日                   | フィジー                                     |
| 53  | 2014年3月22日                  | マルタ                                       |
| 54  | 2014年3月29日                  | オーストラリア・ケアンズ                     |
| 55  | 2013年6月22日                  | マレーシア（ペナン島、ランカウイ島、パヤ島） |
| 56  | 2014年9月6日                   | アラスカ州                                   |
| 57  | 2014年10月26日                 | ポーランド                                   |
| 58  | 2014年1月10日                  | ペルー                                       |
| 59  | 2015年1月24日                  | シチリア（イタリアの州）                     |
| 60  | 2015年2月17日                  | ハワイ・マウイ島                             |

※番組公式サイトの放送リストに基づくが、リストに誤りがあるため上表と実際の放送内容は一部異なる。

## スタッフ
- ナレーター：太田真一郎、服部潤
- 構成：柴崎明久
- 企画：小杉雅博
- ディレクター：村上恵子（NewFoot）
- プロデューサー：大森慎司（BSフジ）、鈴木広記（NewFoot）
- 制作プロダクション：NewFoot
- 技術プロダクション：日放